# 牯嶺街 (臺北市)
牯嶺街是台灣台北市中正區的一條街，昔日以吸引文人雅士前來淘書尋寶而聞名，素有「舊書攤街」、「舊書店街」及「舊書街」的美稱。牯嶺街其名取自中國大陸江西省九江市的牯嶺。

## 沿革
清朝末年，一帶原為龍匣口的一部分。臺灣日治時期初期，「第二次市區改正計畫」施行，正式開闢此街，所在地改稱龍口街三丁目、四丁目。大正11年（1922年），又改稱佐久間町一丁目、二丁目、三丁目，此街為古亭到龍口之間的主要道路，稱為「佐久間町通」。當時街上建有日式建築，住有不少高等文官，為臺灣總督府宿舍區。
1946年，臺灣省行政長官公署公布「臺北市政府改正街道名稱一覽表」，改稱龍津街。1947年，臺灣省行政長官公署公布「臺北市新舊路名對照表」，正式定名為牯嶺街，沿用至今。
1945年日本投降後，在台日本人陸續被遣返日本，遂將一些難以攜帶的書籍、字畫等物品隨地擺攤求售，「舊書攤」因而聚集起來。1949年，中華民國軍公教人員陸續遷入，使得舊書來源更加充份，並以牯嶺街為中心，擴大到鄰近的福州街、廈門街及南海路一帶。
牯嶺街舊書攤總數在極盛期曾多達二百餘家，其中部分舊書攤擴大營業成為舊書店；例如牯嶺街17號的松林書局，是牯嶺街的第一家舊書店，也是以擺舊書攤起家的。
2000年每年冬起，由當地龍福里長鄭珍珍與台北教育大學文創系教授黃海鳴合作，舉行牯嶺街書香創意市集，除讓四散的老書攤回來擺攤，也引進文創及獨立出版。2000年11月26日首次活動時，就擺設了近百處的書攤，吸引人潮。

## 採購
過去歐美的東亞圖書館都曾派人來台灣大筆蒐購文史書籍，其中亦不乏一些珍貴的書籍。除了舊書之外，舊照片也曾是牯嶺街的一大特色。以臺北市文獻委員會為例，過去所蒐集的舊照片中，以牯嶺街的數量是最多的。